# Lady Jane (film 1986)
Lady Jane è un film del 1986 diretto da Trevor Nunn.

## Trama
Narra la storia di Jane Grey, che minorenne sale al trono di Inghilterra dopo la morte di Edoardo VI nel 1553. I suoi inizi come regina vedranno un matrimonio forzato con Guilford Dudley e la sua avversaria, Maria Tudor, che proclamatasi nuova regina condanna i due ragazzi a morte per tentata rivoluzione.